# 青春點點點
《青春點點點》是一檔台灣廣播節目，於台北飛碟電台（FM 92.1）播放，2004年10月17日首播，2007年1月23日在原本週日塊狀節目之外新增二到六的午夜帶狀節目，開播以來深受學生族群的歡迎，也有不少上班族和夜貓聽眾。
2017年2月19日為週日《青春點點點》最後一集播出。3月7日為平日《青春點點點》最後一集播出。2018年3月5日歐馬克和瑪麗再度共同主持《哥哥妹妹有意思》節目。此外歐馬克將青春點點點的「馬克信箱」延續轉型為Podcast節目「馬克信箱（Dear Marcy）」與YouTube頻道「上班可以聽 LWW」，繼續與瑪麗共同主持。

## 主持人
| 藝名                | 本名   | 學歷                 | 職業                                       | 概要 | 備註                                       |
| 馬克、歐馬克、OMarc | 沈子煜 | 國立政治大學外交學系 | 主持人、作家、配音員、吾中生有限公司董事長 | 2001年夏天參加飛碟DJ徵選，以18歲年紀成爲當時該電台最年輕的DJ。 2015年2月，上Podcast節目青春愛消遣當特別來賓，表示女友和瑪麗若同時落水不會救瑪麗。 | 2018年3月21日登記結婚。                    |
| 瑪麗、吳瑪麗、Mary  | 吳宜媚 | 輔仁大學 影像傳播系  | 主持人、作家、歌手                         | 2015年11月11日，單曲《事情不是你想的那樣》集資計畫上架秒速達成。 名言有「屁靈魂」「不要勉強自己吃垃圾」「床是鹹鹹的海」等。                       | 在節目上被封為「單身大使」、「華人女單」。 |
| 強強、George、Hank  | 吳仲強 | 中國文化大學 俄文系  | 主持人、演員、甜點師傅                     | 參與演出作品有：花樣少年少女、國民英雄、痞子英雄、帶子英雄、《我不窮，我只是沒錢香蕉傳奇》                                                        | 現為漢克自肥甜點老闆師傅。                 |

## 青春點點點大事記
- 2013年12月14日，於西門河岸留言舉行「精神損害演唱會」，是第一次與聽眾同樂的售票活動，也是馬克第一次半露臉出現於聽眾面前[4]
- 2014年8月2日，於新北市政府舉辦「馬克瑪麗脫口秀」，門票一掃而空，並現場邀聽眾示範科學七分鐘。[5]。
- 2015年8月10日，發行新書《為青春出發：馬克瑪麗的歐遊點點點》，紀錄二人的歐洲行，並在站前金石堂舉行簽書會[6]。
- 2016年於台北車站舉行聯誼活動，以16型人格理論出發，沒有配對成功。
- 2016年11月20日，舉辦電影「腸腸搞轟趴」版聚。
- 2017年3月7日，節目停播，當夜凌晨聚集數百聽眾於飛碟電台樓下，進行現場「畢業典禮」[7]。
- 2018年3月18日，於花博園區舉行青春點點點逝世一週年追思紀念會，並呈現登基大典、未成年主張以及現場版馬克信箱[8]。
- 2018年11月25日，舉行預立遺囑工作坊，邀請專業律師教導如何預立遺囑，活動盈餘全數捐獻[9]。
- 2019年3月31日，於花博流行館舉辦青春點點點逝世二週年追思紀念會，邀請點友攜帶不要的舊衣配件參與Fashion Day。現場貴族決定以星座方式分組對決，最後時間不足，沒有選出第一名[10]。
- 2019年7月20日，LWW上班可以聽YouTube頻道訂閱數達30,000人。
- 2019年9月9日，LWW上班可以聽YouTube頻道正式開通會員。
- 2020年4月27日至2020年4月30日，四月的最後一週，LWW上班可以聽YouTube頻道日更，此週被點友稱為「馬信週」「一週馬四」。
- 2022年1月5日，LWW上班可以聽YouTube頻道訂閱數達10萬人。
- 2022年1月22日，開賣將於同年3月20日舉辦的「青春點點點 逝世五週年追思紀念會」門票，並創下TICC台北國際會議中心活動售票秒殺紀錄。

## 影響
- 《陽光電台不打烊》2020年公視人生劇展戲劇，以馬克與瑪麗為原型而改編。
- 《青春愛消遣》台灣現存最長壽Podcast喜劇節目，以青春點點點為啟發而開始製作。

## 爭議
- 瑪麗曾在節目中說出「想自殺的人應該是經過深思熟慮，這是他們的生命，所以其他人不用阻止他們」、「不需讓座給老年人，如果他們不認為自己是老人的話」，此等言論遭到部分聽眾的批評，但也有許多聽眾認為合理[11]。